# Boku to Roboko
Boku to Roboko (僕とロボコ?  lit. Yo y Roboco), también conocida como Me & Roboco, es una serie de manga japonés escrito e ilustrado por Shūhei Miyazaki. Comenzó a  publicarse en la revista Shūkan Shōnen Jump de Shūeisha el 6 de julio de 2020 y, hasta el momento se ha recopilado en veintidós tankōbon. Se publica digitalmente en inglés mediante Manga Plus. Una adaptación de la serie a anime producida por el estudio Gallop se estrena el 5 de diciembre de 2022.
La editorial española Planeta Comic anunció su publicación en español durante el Salón del manga de Barcelona de 2022.

## Argumento
Ambientado en un futuro en el que cada hogar posee robots sirvientas conocidas como OrderMaids, el estudiante de primaria promedio Bondo Taira sueña con tener su propio robot porque sus amigos Gachi Gorilla y Motsuo Kaneo siempre se jactan de Meico, el OrderMaid de Kaneo. Con algo de convicción, Bondo logra que su madre acepte comprar una, pero lo que recibió es una OrderMaid muy peculiar llamada Roboco, torpe y poderosa a la vez. Con la llegada de Roboco, la vida de Bondo comienza a volverse mucho más extraña.

## Personajes
Roboco (ロボコ Roboko?)
Una autoproclamada sirvienta de 17 años que sirve a Bondo. Tiene una estructura corporal corpulenta, y rodillas de Nappa Cuando tiene poca batería, su cuerpo cambia al de una chica delgada.
Bondo Taira (平 凡人 Taira Bondo?)
Bondo es un niño normal de 10 años. Siempre lidia con las payasadas de Roboco, pero las tolera y en realidad se siente solo cuando ella no está cerca. Está obsesionado con todo lo relacionado con la revista Shūkan Shōnen Jump.
Gachi Gorilla (我知 ゴリラ Gachi Gorira?)
Gachi Gorilla es uno de los mejores amigos de Bondo y el hermano mayor de su hermana Ruri. Gachi no duda en ayudar a sus amigos cuando tienen problemas y cuando no está jugando está ayudando a su mamá a cuidar a sus hermanos.
Motsuo Kaneo (金尾 モツオ Kaneo Motsuo?)
Motsuo es el mejor amigo de Bondo que también es dueño de una sirvienta llamada Meico, siendo el más rico e inteligente de sus amigos. Su padre quería inscribirlo en una escuela primaria en el extranjero, pero él lo rechazó y en cambio hizo un trato con él para convertirse en el número uno en todos los exámenes nacionales simulados para poder quedarse con sus amigos hasta que se gradúe.
Madoka (円?)
Madoka es una niña de 11 años que también trabaja como idol a tiempo parcial. Bondo está enamorado de ella y siempre está tratando de impresionarla. Madoka tiene un cambio de humor único: se vuelve masculina cuando se pone seria.
Mamá de Bondo (ボンドのママ Bondo no Mama?)
La madre de Bondo. A menudo se le ve llevando un cuchillo, incluso cuando no lo necesita.

## Contenido de la obra

### Manga
Boku to Roboko está escrito e ilustrado por Shūhei Miyazaki. La serie comenzó a publicarse en la Shōnen Jump semanal de Shūeisha el 6 de julio de 2020. Se han recopilado sus capítulos en volúmenes recopilatorios. El primer volumen  fue lanzado el 4 de noviembre de 2020, y hasta el momento han sido lanzados veintitrés volúmenes cuyas portadas son parodias de otras obras, empezando por el primer volumen con Doraemon, aunque también ha parodiado Kimetsu no yaiba, My Hero Academia, The Promised Neverland,  Chainsaw Man, Hunter x Hunter…
| Volúmenes de manga publicados | Volúmenes de manga publicados | Volúmenes de manga publicados |
| Número                        | Fecha de publicación          | ISBN                          |
| ----------------------------- | ----------------------------- | ----------------------------- |
| 1                             | 4 de noviembre de 2020        | ISBN 978-4-08-882509-0        |
| 2                             | 4 de febrero de 2021          | ISBN 978-4-08-882548-9        |
| 3                             | 4 de abril de 2021            | ISBN 978-4-08-882595-3        |
| 4                             | 4 de julio de 2021            | ISBN 978-4-08-882708-7        |
| 5                             | 4 de octubre de 2021          | ISBN 978-4-08-882760-5        |
| 6                             | 4 de enero de 2022            | ISBN 978-4-08-882845-9        |
| 7                             | 4 de marzo de 2022            | ISBN 978-4-08-883037-7        |
| 8                             | 3 de junio de 2022            | ISBN 978-4-08-883098-8        |
| 9                             | 4 de agosto de 2022           | ISBN 978-4-08-883196-1        |
| 10                            | 4 de octubre de 2022          | ISBN 978-4-08-883290-6        |
| 11                            | 2 de diciembre de 2022        | ISBN 978-4-08-883337-8        |
| 12                            | 3 de marzo de 2023            | ISBN 978-4-08-883432-0        |
| 13                            | 2 de junio de 2023            | ISBN 978-4-08-883554-9        |
| 14                            | 4 de agosto de 2023           | ISBN 978-4-08-883590-7        |
| 15                            | 2 de noviembre de 2023        | ISBN 978-4-08-883689-8        |
| 16                            | 4 de enero de 2024            | ISBN 978-4-08-883796-3        |
| 17                            | 4 de abril de 2024            | ISBN 978-4-08-883879-3        |
| 18                            | 4 de julio de 2024            | ISBN 978-4-08-884127-4        |
| 19                            | 4 de septiembre de 2024       | ISBN 978-4-08-884166-3        |
| 20                            | 4 de enero de 2025            | ISBN 978-4-08-884286-8        |
| 21                            | 4 de abril de 2025            | ISBN 978-4-08-884391-9        |
| 22                            | 2 de mayo de 2025             | ISBN 978-4-08-884515-9        |
| 23                            | 4 de agosto de 2025           | ISBN 978-4-08-884612-5        |

### Anime
En mayo de 2022, se anunció que la serie se adaptará a una serie de anime. Se estrenará en el primer trimestre de 2023 en TV Tokyo y sus afiliados. La serie es producida por el estudio Gallop y dirigida por Akitaro Daichi, con Michihiro Sato como asistente de dirección, Sayuri Ooba supervisando los guiones de la serie, y Yūko Ebara diseñando los personajes. Se estrenó el 5 de diciembre de 2022 en TV Tokyo y sus afiliados, y consta de episodios de cinco minutos. Crunchyroll obtuvo la licencia de la serie fuera de Asia.

### Imagen real
El 4 de julio de 2022 se anunció un proyecto de imagen real que nás tarde se reveló que era una colaboración con la cosplayer Enako y una figura de Roboco producida por Sentinel Co., Ltd. como parte de su serie de figuras Riobot.

## Recepción
Boku to Roboko fue nominado a la categoría de Mejor Manga Impreso en los Next Manga Award de 2021 y se ubicó en el puesto 13º de 50 nominados.